# JC Competición
JC Competición fue una escudería de automovilismo creada en Argentina. Fue fundada en 1964 por Julio César Nicieza, a quien le debe su nombre, el cual se compone de las iniciales de sus dos nombres. Sin embargo, este equipo recién comenzaría a denominarse de esa forma en 2000, ya que había sido fundado bajo el nombre de Supertap Chivilcoy, el cual era la combinación entre el nombre de una de las fábricas que Nicieza poseía justamente en la localidad de Chivilcoy. Esta escudería es actualmente considerada como la más antigua del Turismo Carretera, categoría de automovilismo en la que se desempeñó con total exclusividad, llegando a tener un gran emparentamiento con la marca Chevrolet.
En la década del 2000, la escudería llegó a firmar importantes acuerdos publicitarios con firmas como Total, Cosechadoras Don Roque o 3M, en este último caso, pasando a incorporar el nombre de la empresa en el de su escudería. En este equipo, hicieron gala de sus cualidades conductivas pilotos como Roberto Urretavizcaya, José Luis Di Palma, Matías Rossi y Carlos Okulovich entre otros. A finales de 2010, firmó un importante acuerdo de cooperación con el chasista Alberto Canapino recibiendo asesoramiento de parte de la escudería de este último. Al mismo tiempo, firmaría un importante acuerdo con la firma Speed Agro, fabricante nacional de agroquímicos, pasando la escudería a denominarse Speed Agro JC Competición.
En 2011, el equipo Speed Agro JC incursionó en dos frentes llevando en el Turismo Carretera al piloto rafaelino Martín Basso y en el TC Pista, donde primeramente fue convocado el piloto Facundo Ardusso para competir con el Chevy del equipo. Sin embargo, ante la renuncia de este, fue convocado el piloto Nicolás Trosset para competir en su reemplazo. Tras esta incursión, y luego de más de 40 años de trayectoria, Julio Nicieza se retiraría de la dirección del equipo, dejando la estructura a cargo de Alberto Canapino para la temporada 2012.
Finalmente, en 2013, Julio Nicieza vendería lo que quedaba de su exequipo, al expiloto de TC José María Garavano, quien compraría los derechos sobre la marca JC Competición y refundaría al equipo sobre la base de una nueva estructura, para encarar la temporada dentro de las categorías TC Pista y TC Mouras. El nuevo equipo JC, completó su personal con la incursión de Leandro Triador como director deportivo, Pedro Viglietti como asesor técnico y José María Garavano a cargo también de la motorización. La estructura estableció su nueva base de operaciones en la localidad de San Andrés de Giles, en la Provincia de Buenos Aires.

## Historia
En el año 1964, un entusiasta empresario de la localidad de Chivilcoy, Julio César Nicieza, decidió emprender su propio proyecto de enarbolar una estructura de automovilismo, para competir en el Turismo Carretera. Para ese entonces, había instalado en dicha localidad una importante fábrica textil denominada Supertap, por lo que al comenzar la selección de los integrantes de su equipo, la mayoría eran obreros de la Supertap. Finalmente, el sueño de Nicieza se convertiría en realidad, creando la escudería Supertap Chivilcoy, con la cual debutaba en el Turismo Carretera ese mismo año. En 1967, el equipo pone en pista un prototipo impulsado con un motor Ford F-100 V8, al mando del cual se encontraba el piloto Juan Ayarza Garré. Este modelo, conocido como Supertap F-100, no fue lo suficientemente competitivo como para oponerse a los poderosos modelos presentes, tales como el Trueno Naranja o la Liebre-Torino. Su posición de manejo, fue motivo de cuestionamiento por parte de Ayarza, quién terminaría abandonando la escudería en 1969. Este modelo finalmente tendría un final poco agradable, ya que terminaría destruido en un accidente rutero.
Durante los años siguientes, el equipo se dedicaría a la construcción de modelos IKA Torino, los cuales fueron piloteados por diferentes pilotos. Durante ese período, el equipo contaría con la incorporación del ingeniero Luciano Giacomini, quién trabajó para Nicieza hasta fines de la década del '90. El trabajo con unidades Torino, tuvo lugar hasta la década del '80, cuando Ayarza Garré decidió pegar la vuelta compitiendo en la escudería a bordo de un Chevrolet Chevy. A bordo de esta unidad, Ayarza Garré alcanzaría su primer triunfo y por ende, el primero del equipo el 18 de septiembre de 1980, hecho que terminaría de emparentar al JC con la marca Chevrolet, en la cual se especializaría en los años siguientes.
En 1983, el equipo contó con la incursión de un joven piloto proveniente del Turismo Nacional, Osvaldo Morresi, quien se sube al Chevy del Supertap demostrando sus cualidades. Unos años más tarde, en 1986, Morresi se alejaba del equipo dejando su lugar para que debute un piloto que también se convertiría en un referente del automovilismo argentino: Roberto Urretavizcaya. Con la Chevy de Supertap, "Urreta" obtendría importantes resultados llegando al triunfo en dos oportunidades.
Durante la década de 1990, el equipo transitó una etapa donde los resultados comenzaban a escasear. A los mandos del Chevy, comenzaron a sucederse diferentes pilotos los cuales se retiraban del equipo con las manos vacías. Al mismo tiempo, en esos años el equipo prepararía un IKA Torino para lanzar el debut de Eduardo Nicieza, hijo de Julio César, que permaneció en la escudería como piloto principal hasta 1999. A todo esto, en 1997, un apellido ilustre se sumó al equipo al producirse el debut a los mandos de un Chevrolet Chevy, del piloto José Luis Di Palma. El mayor de los hermanos de la Familia Di Palma, llegó al triunfo en 1998 y cerró 1999 en el cuarto lugar del torneo, peleando palmo a palmo y siendo el mejor representante de la marca Chevrolet.
En 2000, se produce el recambio institucional de la escudería. Julio Nicieza se desprende parcialmente de la fábrica Supertap, conservando su taller de la localidad de Chivilcoy, junto a todo su equipo de trabajo. Es así que decide renombrar a su escudería como JC Competición, siendo a partir de ese año que el equipo comenzaría a llevar esa denominación. José Luis Di Palma, que había quedado como piloto del año anterior, continuó junto a la escudería hasta 2002. Nuevamente comenzaban a desfilar a los mandos de los Chevys preparados por el equipo pilotos de renombre, figurando entre ellos Laureano Campanera, Mariano Altuna y Marcelo Bugliotti, entre otros.
Hasta que en 2005 la escudería fichó a su piloto más destacado de sus últimos años: Matías Rossi. Este piloto nacido en la localidad de Del Viso, se convertiría en el principal representante de la escudería en los años siguientes, debido al gran número de victorias obtenidas a lo largo de la década del 2000, teniendo su mejor resultado en 2007 cuando obtuvo el subcampeonato de ese año, por detrás del piloto Christian Ledesma, representante de la novel escudería HAZ Racing Team. Uno de los acuerdos más importantes firmados por esta escudería en ese año, fue un acuerdo publicitario con la multinacional de bienes y servicios 3M, por el cual la escudería pasaba a denominarse 3M JC Competición. En 2009, el equipo se agranda con la incursión del piloto Juan Marcos Angelini, quien se había iniciado con un Chevrolet Chevy, para luego pasar a competir con un Torino Cherokee y más tarde con un Dodge Cherokee.
El vínculo entre Rossi y el JC llegaría a su fin en 2010, cuando el piloto de Del Viso se desvinculó de la estructura para pasar a competir en el equipo Dole Racing. Su lugar fue ocupado por el misionero Carlos Okulovich, quien llegaba a la estructura con el apoyo de la empresa yerbatera nacional Rosamonte, la cual también prestaría su nombre a la escudería, pasando a denominarse Rosamonte JC Competición. A fines de este año, Julio Nicieza cerraría un importante acuerdo de cooperación con el prestigioso chasista Alberto Canapino, director del equipo 3M Racing campeón de TC, para la preparación de las unidades del equipo JC, de cara al campeonato 2011. Al mismo tiempo, otro acuerdo firmado por el equipo, fue un contrato publicitario con la empresa nacional de agroquímicos Speed Agro, la cual prestaría su nombre a la escudería, pasando esta última a denominarse Speed Agro JC Competición. Este equipo, alistaría nuevamente un tradicional Chevrolet Chevy y contrataría para este año como piloto al rafaelino Martín Basso, mientras que también la escudería incursionaría en el TC Pista, poniendo en pista una unidad, la cual le fue confiada al piloto Facundo Ardusso. Sin embargo, con el paso del tiempo este piloto terminaría renunciando al equipo y su lugar fue ocupado por el piloto Nicolás Trosset, campeón 2010 de Fórmula Renault Argentina.

## Pilotos históricos
- Juan Maria Ayarza Garré
- Osvaldo Morresi
- Roberto Urretavizcaya
- José Luis Di Palma[4]
- Mariano Altuna
- Laureano Campanera
- Marcelo Bugliotti
- Matías Rossi[5]
- Juan Marcos Angelini[6]
- Carlos Okulovich
- Facundo Ardusso
- Martín Basso[7]
- Nicolás Trosset
- Gastón Crusitta
- Franco Girolami
- Lucas Benamo
- Juan Ronconi[8]
- Eduardo Martínez
- Diego Chao
- Federico Alonso[9]